# Меновне
Мено́вне (каз. Меновное) — село у складі Усть-Каменогорської міської адміністрації Східноказахстанської області Казахстану.
Населення — 4870 осіб (2009; 4476 у 1999, 4229 у 1989).
Національний склад станом на 1989 рік:
- росіяни — 100 %